# Modeste M'bami
Modeste M'bamï (Yaundé, Camerún, 9 de octubre de 1982-El Havre, Francia, 7 de enero de 2023) fue un futbolista camerunés, aunque también poseía pasaporte francés. Jugaba de centrocampista.

## Biografía
M'bami empezó su carrera futbolística en las categorías inferiores de dos equipos de su país natal, el Kadji Sports Academy y el Dynamo Douala, precisamente en este último. A pesar de que nunca llegó a jugar con el plantel profesional, su gran proceso en las inferiores lo llevó a la selección mayor de Camerún donde debutó en el 2000.
En el 2000 llega a Francia para jugar con el CS Sedan. Su debut en Ligue 1 se produjo el 21 de diciembre en el partido Stade Rennais 2-0 CS Sedan. En su primera temporada, a pesar de su corta edad, jugó 10 partidos. En la siguiente ya se convirtió en un jugador fijo en las alineaciones titulares (disputó 60 partidos en dos años). Al final de la temporada 2002-03 el CS Sedan quedó en la posición 19, con lo cual descendió a la Ligue 2. M'bami decidió entonces cambiar de equipo y fichó por el Paris Saint-Germain, club que pagó por él tres millones de euros.
En su primera temporada ayudó al PSG a quedar segundo en el campeonato y a ganar la Copa de Francia. Al año siguiente Modeste M'bamï sufrió una lesión que le mantuvo apartado de los terrenos de juego unos meses. Con el Paris Saint-Germain conquistó el título de Copa por segunda vez en 2006.
En agosto de 2006 firma un contrato con el Olympique de Marsella, que realizó un desembolso económico de 2,5 millones de euros para poder hacerse con sus servicios. En su primera temporada llegó a la final de la Copa de Francia. Finalmente el título fue a parar al FC Sochaux, que se impuso en la tanda de penaltis.
El 30 de septiembre de 2009 ficha por la U.D. Almería, de la Primera División Española, donde llegó para ocupar un puesto en el centro del campo después de la grave lesión que sufrió Fabián Vargas en un partido con la selección colombiana. La UD Almería realizó una doble operación en la que llegaban, de una parte, Modeste M'Bamï, y de otra Leonardo Borzani. El técnico del conjunto almeriense, Hugo Sánchez, optó desde el primer momento por el camerunés, quien ya fue titular en el partido de la jornada 7, el 18 de octubre de 2009, cuajando un magnífico papel.
Al término de la temporada, el Almería solamente renovó a M'bami, aunque el jugador llegó a comunicar que su intención era marcharse alegando irregularidades en el contrato que había sido ampliado de manera unilateral por el club. El 7 de mayo de 2011 después de perder la UD Almería 2-0 en campo del Getafe CF, y consumó su descenso de manera matemática. Tras su marcha del Almería fue a jugar a China en las filas del Changchun Yatai.
En 2014 llega a Millonarios de la 1ª división de Colombia, donde la presión del técnico JuanMa Lillo (que lo dirigió en UD Almería) y los consejos de Oyié Flavié (quien lo conociera cuando era el capitán del Kadji Sport Academies cuando él integraba las inferiores de ese club) ayudaron a su llegada al equipo bogotano.
El 7 de enero de 2023, Paris St Germain anunció que había muerto de un ataque al corazón, a la edad de 40 años.

## Selección nacional
Ha sido interncacional con la Selección de fútbol de Camerún en 37 ocasiones y ha anotado 3 goles. 

### Partidos Camerún
| Camerún   | Camerún  | Camerún |
| Temporada | Partidos | Goles   |
| --------- | -------- | ------- |
| 1999-2000 | 1        | 0       |
| 2000-2001 | 2        | 0       |
| 2001-2002 | 1        | 1       |
| 2002-2003 | 7        | 0       |
| 2003-2004 | 6        | 2       |
| 2004-2005 | 3        | 0       |
| 2005-2006 | 1        | 0       |
| 2006-2007 | 2        | 0       |
| 2007-2008 | 9        | 0       |
| 2008-2009 | 5        | 0       |
| Total     | 37       | 3       |

### Goles con Camerún
|    | Día                 | Lugar                        | Rival     | Gol | Resultado | Competición        |
| -- | ------------------- | ---------------------------- | --------- | --- | --------- | ------------------ |
| 1. | 17 de mayo de 2002  | Parken Stadium de Copenhague | Dinamarca | 1-2 | 1-2       | Amistoso           |
| 2. | 29 de junio de 2004 | Estadio Taïeb-Mehiri, Túnez  | Zimbabue  |     | 5-2       | Copa Africana 2004 |
| 3. | 29 de junio de 2004 | Estadio Taïeb-Mehiri, Túnez  | Zimbabue  |     | 5-2       | Copa Africana 2004 |

Con su selección ganó una Medalla de oro en el Torneo masculino de fútbol en los Juegos Olímpicos de Sídney 2000.
Llegó con Camerún a la final de la Copa Confederaciones 2003. En esa final se impuso Francia por un gol a cero (gol marcado por Thierry Henry).
Participó en dos ocasiones en la Copa Africana de Naciones: En 2004, en la que Camerún no pasó de cuartos de final al sufrir una derrota ante Nigeria por dos goles a uno, y en la edición del 2008, en la que su equipo quedó subcampeón por detrás de Egipto.
Al haber quedado sin equipo y comenzar tarde la temporada con la UD Almería, perdió muchas opciones de participar en el mundial de Sudáfrica. No volvería al combinado de su país hasta el 14 de noviembre de 2010 cuando Javier Clemente lo convocó para una concentración en Vichy (Francia), con intenciones de contar con él para la próxima edición de la Copa África.

## Clubes
| Club                  | País                | Año                 | PJ (Goles) |
| Inferiores            | Inferiores          | Inferiores          | Inferiores |
| --------------------- | ------------------- | ------------------- | ---------- |
| Kadji Sports Academy  | Camerún             | 1996 - 1998         | N.A.       |
| Dynamo Douala         | Camerún             | 1999 - 2000         | N.A.       |
| Profesional           |                     |                     |            |
| Sedan Ardennes        | Francia             | 2000 - 2003         | 78 (0)     |
| París Saint-Germain   | Francia             | 2003 - 2006         | 101 (1)    |
| Olympique de Marsella | Francia             | 2006 - 2009         | 100 (1)    |
| UD Almería            | España              | 2009 - 2011         | 66 (1)     |
| Changchun Yatai       | China               | 2011                | 15 (3)     |
| Al Ittihad            | Arabia Saudita      | 2012-2013           | 30 (0)     |
| Millonarios           | Colombia            | 2014                | 14 (0)     |
| Le Havre              | Francia             | 2014 - 2016         | 9 (0)      |
| Total en su carrera   | Total en su carrera | Total en su carrera | 412 (6)    |

## Estadísticas
| Club                          | Div.          | Temporada     | Liga | Liga | Copa Nacional | Copa Nacional | Copa Internacional | Copa Internacional | Total | Total |
| Club                          | Div.          | Temporada     | PJ   | G    | PJ            | G             | PJ                 | G                  | PJ    | G     |
| ----------------------------- | ------------- | ------------- | ---- | ---- | ------------- | ------------- | ------------------ | ------------------ | ----- | ----- |
| Sedan Ardennes Francia        |               |               |      |      |               |               |                    |                    |       |       |
| 1.ª                           | 2000/01       | 10            | 0    | 2    | 0             | —             | —                  | 12                 | 0     |       |
| 1.ª                           | 2001/02       | 24            | 0    | 6    | 0             | —             | —                  | 30                 | 0     |       |
| 1.ª                           | 2002/03       | 34            | 0    | 2    | 0             | —             | —                  | 36                 | 0     |       |
| Total club                    | Total club    | 68            | 0    | 10   | 0             | 0             | 0                  | 78                 | 0     |       |
| París Saint Germain Francia   |               |               |      |      |               |               |                    |                    |       |       |
| 1.ª                           | 2003/04       | 30            | 1    | 5    | 0             | —             | —                  | 35                 | 1     |       |
| 1.ª                           | 2004/05       | 19            | 0    | —    | —             | 6             | 0                  | 25                 | 0     |       |
| 1.ª                           | 2005/06       | 34            | 0    | 7    | 0             | —             | —                  | 41                 | 0     |       |
| Total club                    | Total club    | 83            | 1    | 12   | 0             | 6             | 0                  | 101                | 1     |       |
| Olympique de Marsella Francia |               |               |      |      |               |               |                    |                    |       |       |
| 1.ª                           | 2006/07       | 30            | 1    | 6    | 0             | 1             | 0                  | 37                 | 1     |       |
| 1.ª                           | 2007/08       | 24            | 0    | —    | —             | 5             | 0                  | 29                 | 0     |       |
| 1.ª                           | 2008/09       | 23            | 0    | 2    | 0             | 9             | 0                  | 34                 | 0     |       |
| Total club                    | Total club    | 77            | 1    | 8    | 0             | 15            | 0                  | 100                | 1     |       |
| Le Havre Francia              |               |               |      |      |               |               |                    |                    |       |       |
| 2.ª                           | 2014/15       | 3             | 0    | —    | —             | —             | —                  | 3                  | 0     |       |
| 2.ª                           | 2015/16       | 5             | 0    | 1    | 0             | —             | —                  | 6                  | 0     |       |
| 2.ª                           | 2016/17       | 0             | 0    | —    | —             | —             | —                  | 0                  | 0     |       |
| Total club                    | Total club    | 8             | 0    | 1    | 0             | 0             | 0                  | 9                  | 0     |       |
| Total Francia                 | Total Francia | Total Francia | 236  | 2    | 30            | 0             | 21                 | 0                  | 287   | 2     |

## Palmarés

### Campeonatos nacionales
| Título          | Club                | País    | Año  |
| --------------- | ------------------- | ------- | ---- |
| Copa de Francia | Paris Saint-Germain | Francia | 2004 |
| Copa de Francia | Paris Saint-Germain | Francia | 2006 |

### Copas internacionales
| Título           | Club                 | País      | Año  |
| ---------------- | -------------------- | --------- | ---- |
| Juegos Olímpicos | Selección de Camerún | Australia | 2000 |